# Hiệp hội thực tế ảo toàn cầu
Hiệp hội thực tế ảo toàn cầu (tiếng Anh: Global Virtual Reality Association, viết tắt: GVRA) là một tổ chức phi lợi nhuận hỗ trợ sự phát triển của thực tế ảo. Mục đích của tổ chức là để thúc đẩy đối thoại giữa các bên bằng cách thiết lập các nhóm làm việc và phát triển các thực hành tốt nhất.

## Lịch sử
Vào ngày 7 tháng 12 năm 2016, Hiệp hội thực tế ảo toàn cầu đã được công bố với mục tiêu thúc đẩy sự phát triển và tiếp nhận thực tế ảo.

## Thành viên
- StarVR (Acer và Starbreeze Studios)
- Google
- HTC
- Occulus
- Samsung
- Sony[2]